# Arrondissement de Sarrebourg (1816-1969)

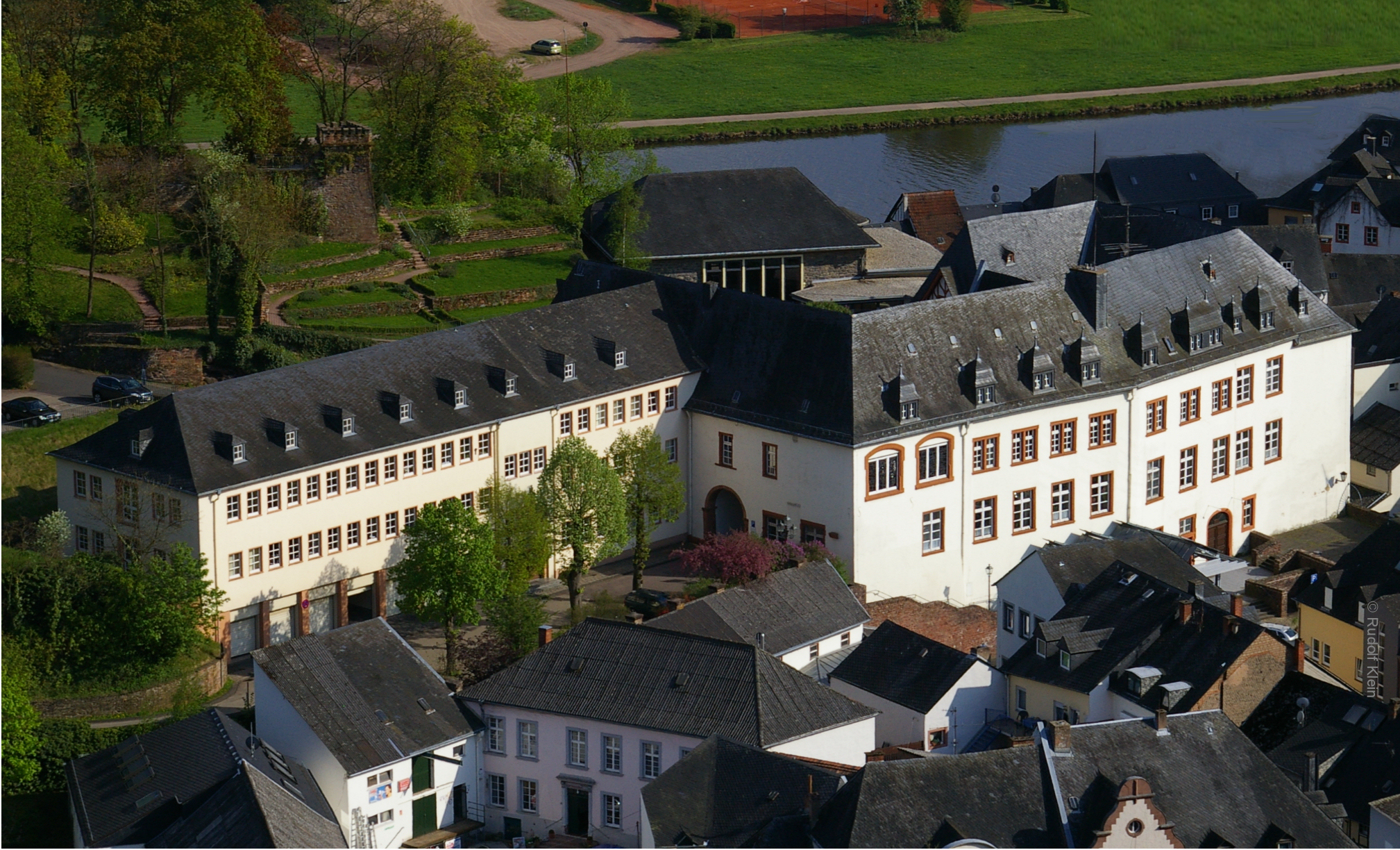
"Manoir de Warsberg", jusqu'en 1969 le siège du bureau de l'arrondissement de Sarrebourg, aujourd'hui le siège de l'administration municipale de Sarrebourg

Ne doit pas être confondu avec Arrondissement de Sarrebourg.
L'arrondissement de Sarrebourg, est une arrondissement dissous en 1969. Il fait partie en dernier lieu du district de Trèves en Rhénanie-Palatinat. Le bureau de l'arrondissement se trouve au manoir de Warsberg (de) depuis 1847.

## Géographie
À partir de 1969, l'arrondissement est limitrophe, dans le sens des aiguilles d'une montre et en commençant par le nord, de l'arrondissement et la ville indépendante de Trèves (tous deux en Rhénanie-Palatinat) et l'arrondissement de Merzig-Wadern (en Sarre). À l'ouest, il a une frontière avec le Luxembourg.

## Histoire
Avant 1792, le territoire de l'arrondissement de Sarrebourg appartient principalement à l'électorat de Trèves, avec une plus petite partie au duché de Luxembourg. Lors de la guerre de la première coalition (1792-1797), les troupes révolutionnaires françaises occupent la rive gauche du Rhin et l'incorporent au territoire français après la paix de Campo-Formio (1797). En 1798, la nouvelle structure administrative française est introduite. La majeure partie du futur arrondissement est rattachée au canton de Sarrebourg (de) dans le département de la Sarre. À la suite des guerres napoléoniennes, la région est provisoirement placée sous le gouvernement général du Rhin moyen (de) en 1814, puis sous une administration austro-bavaroise. Contrairement au reste du territoire de la rive gauche du Rhin, le canton de Sarrebourg est initialement attribué à l'Autriche lors du Congrès de Vienne (1815). Lors de la deuxième paix de Paris, l'Autriche cède le canton, parmi d'autres territoires, au royaume de Prusse avec effet au 1er juillet 1816.
En 1816, sous l'administration prussienne, l'arrondissement de Sarrebourg est rétabli dans le district de Trèves, qui fait partie initialement à la province du Grand-duché du Bas-Rhin, qui à son tour est fusionnée avec la province de Rhénanie en 1822.
Sur le plan administratif, l'arrondissement est initialement divisé en douze mairies (à partir de 1830):
Borg (de), Freudenburg (de), Irsch (de),Kanzem (de), Meurich (de), Nennig (de), Nittel (de), Orscholz (de), Perl (de), Sarrebourg (de), Sinz (de) et Zerf (de).
Les fusions réduisent le nombre de mairies dès le XIXe siècle. En raison de la loi prussienne du 27 décembre 1927 sur la réglementation de différents points du droit constitutionnel des communes, toutes les mairies de la province de Rhénanie sont rebaptisées « districts de bureau ». Selon le lexique communal prussien de 1930, l'arrondissement de Sarrebourg est divisé en les bureaux suivants :
Freudenburg (de), Irsch-Beurig (de), Orscholz (de), Perl (de), Sarrebourg-Campagne (de), Sinz-Nennig (de), Tawern (de) et Zerf (de).
Le 18 juillet 1946, le gouvernement militaire français transfère les communes de Filzen, Hamm, Kommlingen, Könen, Konz, Krettnach, Niedermennig, Oberbillig, Oberemmel, Paschel, Pellingen et Wasserliesch de l'arrondissement de Trèves à l'arrondissement de Sarrebourg, qui est également affecté à la région de la Sarre. Le 1er octobre 1946, les communes de Büschdorf, Nohn, Tünsdorf et Wehingen-Bethingen sont transférées de l'arrondissement de Sarrebourg à l'arrondissement de Merzig-Wadern,.
Lorsque l'arrondissement de Sarrebourg est rétrocédé à la Rhénanie-Palatinat, les communes de Besch, Borg, Eft-Hellendorf, Faha, Keßlingen, Münzingen, Nennig, Oberleuken, Oberperl, Orscholz, Perl, Sehndorf, Sinz, Tettingen-Butzdorf, Weiten et Wochern restent en Sarre où elles sont affectées à l'arrondissement de Merzig-Wadern.
Dans le cadre de la réforme territoriale et administrative de Rhénanie-Palatinat entamée au milieu des années 1960, l'arrondissement de Sarrebourg estdissous avec effet au 7 juin 1969 sur la base de la "troisième loi d'État sur la simplification administrative dans l'État de Rhénanie-Palatinat" du 12 novembre 1968. Les communes sont rattachées à l'arrondissement nouvellement formé de Trèves-Sarrebourg à la même date.

## Évolution de la démographie
| Année | Habitants | Source |
| ----- | --------- | ------ |
| 1816  | 21 615    | [ 6 ]  |
| 1847  | 29 952    | [ 7 ]  |
| 1871  | 30.193    | [ 8 ]  |
| 1885  | 31.126    | [ 8 ]  |
| 1900  | 32 401    | [ 9 ]  |
| 1910  | 34.411    | [ 9 ]  |
| 1925  | 37 862    | [ 9 ]  |
| 1939  | 39 318    | [ 9 ]  |
| 1950  | 40 755    | [ 9 ]  |
| 1960  | 44 700    | [ 9 ]  |
| 1968  | 46 825    |        |

## Administrateurs de l'arrondissement
- 1816–181800Jakob Staadt (de)
- 1818–000000Franz Damian Görtz (de)
- 1818–184700Salentin von Cohausen (de)
- 1847–000000Eduard Otto Spangenberg (de)
- 1848–185400Friedrich von Nell (de)
- 1854–185500Constantin von Briesen
- 1855–187100Clemens Mersmann (de)
- 1872–188500Leopold Tobias (de)
- 1885–189300Karl Mohr (de)
- 1893–190100Ernst Pfeffer von Salomon (de)
- 1901–000000Josef Frings (de)
- 1901–192000Karl Brügman (de)[10]
- 1920–193800Maximilian von Mirbach-Harff (de)
- 1939–194100Norbert Hering (de)
- 1941–194500Hermann Nellen (de)
- März 1945 – Januar 19460Heinrich Hüpper (de)
- Janvier–Mars 1946000000Alexander Geimer[11]
- Mars–avril 194600000000Vincenz Fell
- Avril 1946–janvier 19470Rudolf Stöcker
- Janvier–juin 19470000000Hansherbert Wobido[12]
- Juin–décembre 19470000Rudolf Stöcker
- 1947–195800Jakob Schaefgen (de)
- 1958–196700Hermann Reinholz (de)
- 1967–196900Erich Wertz

## Communes
En 1969, l'arrondissement de Sarrebourg comprend la ville :
- Sarrebourg

et 62 communes : 
| - Ayl - Baldringen - Beuren (depuis 1974 à Kirf) - Biebelhausen (depuis 1969 à Ayl) - Bilzingen (depuis 1974 à Wincheringen) - Dilmar (depuis 1974 à Palzem) - Dittlingen (depuis 1974 à Merzkirchen) - Esingen (depuis 1974 à Palzem) - Fellerich (depuis 1974 à Tawern) - Filzen (depuis 1970 à Konz) - Fisch - Freudenburg - Greimerath - Hamm (bei Filzen) (depuis 1970 à Konz) - Hamm (bei Taben) (depuis 1974 à Taben-Rodt) - Helfant (depuis 1974 à Palzem) - Hentern - Irsch - Kahren (depuis 1970 à Sarrebourg) - Kanzem - Kastel-Staadt | - Kelsen (depuis 1974 à Merzkirchen) - Kirf - Köllig (depuis 1974 à Nittel) - Körrig (depuis 1974 à Merzkirchen) - Könen (depuis 1970 à Konz) - Konz - Kommlingen (depuis 1969 à Konz) - Krettnach (depuis 1969 à Mennig) - Kreuzweiler (depuis 1974 à Palzem) - Krutweiler (depuis 1969 à Sarrebourg) - Mannebach - Meurich (depuis 1974 à Kirf) - Niedermennig (depuis 1969 à Mennig) - Nittel - Oberbillig - Oberemmel (depuis 1970 à Konz) - Ockfen - Onsdorf - Palzem - Paschel - Pellingen | - Portz (depuis 1974 à Merzkirchen) - Rehlingen (depuis 1974 à Nittel) - Rommelfangen (depuis 1974 à Merzkirchen) - Schoden - Schömerich - Serrig - Söst (depuis 1974 zu Wincheringen) - Südlingen (depuis 1974 zu Merzkirchen) - Taben-Rodt - Tawern - Temmels - Trassem - Vierherrenborn - Wasserliesch - Wawern - Wehr (depuis 1974 à Palzem) - Wellen - Wiltingen - Wincheringen - Zerf |

Les deux communes de Beurig et Niederleuken sont incorporées le 1er octobre 1935 dans la ville de Sarrebourg.

## Plaque d'immatriculation
Le 1er juillet 1956, lors de l'introduction des plaques d'immatriculation encore valables aujourd'hui, l'arrondissement se voit attribuer le signe distinctif SAB. Il est émis jusqu'au 6 juin 1969. Depuis le 19 novembre 2012, il est disponible dans l'arrondissement de Trèves-Sarrebourg en raison de la libéralisation des plaques d'immatriculation.